# تپه گبری الیاسان
تپه گبری الیاسان مربوط به سده‌های میانی دوران‌های تاریخی پس از اسلام است و در شهرستان سنقر، بخش کلیائی، روستای الیاسان واقع شده و این اثر در تاریخ ۱۱ مرداد ۱۳۸۴ با شمارهٔ ثبت ۱۲۴۹۳ به‌عنوان یکی از آثار ملی ایران به ثبت رسیده است.